# メッサーシュミット Me262
Me 262 シュヴァルベ /
シュトゥルムフォーゲル
アメリカ軍に鹵獲された後に飛行するMe 262A-1a 111711号機
(1945年撮影)
- 用途：爆撃機、戦闘機、戦闘爆撃機
- 分類：戦闘機
- 製造者：

  - メッサーシュミット社（開発）
  - アヴィア・モータース社
- 運用者

  -  ドイツ空軍
  -  チェコスロバキア空軍
- 初飛行：

  - 1941年4月18日(ユモ210ピストンエンジン)
  - 1942年7月18日（ジェットエンジン）
- 生産数：1,430機
- 生産開始：1944年4月
- 運用開始：1944年6月
- 退役

  - 1945年5月（ドイツ空軍）
  - 1951年（チェコスロヴァキア空軍）
- 運用状況：退役
- 派生型：S-92、CS-92

Me 262 シュヴァルベ （ドイツ語: Messerschmitt Me 262 Schwalbe）は、ドイツのメッサーシュミット社が開発し第二次世界大戦末期にドイツ空軍で運用されたジェット戦闘機。世界初の実戦配備および実戦を行ったジェット機である。主任設計者はヴォルデマール・フォークト技師。
愛称は型によって異なり、戦闘機型の「シュヴァルベ (Schwalbe)」は、ドイツ語でツバメの意、戦闘爆撃機型の「シュトゥルムフォーゲル (Sturmvogel)」はミズナギドリの意である。

## 開発
ジェット戦闘機の開発は第二次世界大戦が始まる1年前の1938年から始まっていたが、実用化は終戦直前となった。1939年にはハインケル社がジェット機の初飛行成功、本機に先んじてターボジェットエンジンの製作がBMW社及びユンカース社で始まっていた。
1939年1月4日に航空省からメッサーシュミット社に対し、戦闘高度において30分の滞空時間を持つ単発ジェット戦闘機の仕様が提示された。これに対してメッサーシュミット社は双発機仕様のP1065の設計案を1939年6月7日に航空省へと提出した。これは、単発でレシプロ戦闘機を大きく上回る性能を得るには推力650kgのエンジンが必要であり、推力315kg程度のエンジンを2基装備した双発機の機体の方が重量が軽く生産も容易であるとするメッサーシュミット社技術陣の検討によるものであった。提出されたP1065は、全幅9.40m・全長9.30mとMe262より一回り小さく、主翼は直線翼を中翼配置、エンジンを主翼の半ばに主桁を貫通する形で装備し、着陸装置は尾輪式で主脚は主翼に取付けて内側に引き込み胴体内で主輪を約50°捻って収納する案であった。また、それに先立つ研究案では、主翼は直線翼を低翼配置とし、エンジン配置を主翼の半ばの主桁を貫通する形で装備し、着陸装置は尾輪式で主脚は主翼に取付けて内側に前後左右に互い違いに引き込み主輪を胴体下部で収納する案であったが機構が複雑で構造的にも問題があった。
その後、胴体は胴体下部の幅を広げて三角形に近い断面とし、主翼を低翼配置として着陸装置の主脚を内側に引き込み胴体内に収納する方式となり、これに加えてエンジンの配置を主翼下部に変更して主翼の外翼部に18.5度の後退角を付ける変更をしている。これは、装備を予定していたBMWエンジンが開発中に次第に大型化し重量が増加してしまったことが原因である。サイズ・重量ともに増加したエンジンを主翼半ばの主桁を貫通する形で装備すると主翼の構造重量が増すこと、直線翼のままではエンジン重量によって機体の重心が大きく狂うこと、エンジンナセルと胴体に挟まれた主翼の内翼部（エンジンと胴体の間の部分）の空気流に干渉する、などの懸念点があり、主翼の空力中心を移動させ機体の重心と釣り合わせることを目的として主翼外翼部に後退角を付けることとなった。臨界マッハ数を上げる後退翼の効果の認識を持っての設計変更ではない。また、主翼下面にエンジンを取り付けることで、将来的にはサイズが異なるジェットエンジンの搭載に対応しやすい利点もあった。エンジンの大型化と推力の増加が進んだため、機体は大型化しており、これにより、武装は20mm機関砲3門から30mm機関砲4門に変更となり、燃料搭載量も増加して滞空時間も30分から1時間へと増しており、先行していたハインケルのHe280を抑えて空軍に採用される要因の一つとなった。
1940年3月1日、航空省は3機の原型機を製作させる方針を決め、1940年5月15日に提出された設計案を承認して、原型機の製作が開始されたが、装備されるはずのBMW003エンジンの試作は遅れに遅れ、目標とする推力は700kgとしていたが、1940年8月の最初の試運転では150kgしか出せず、その後の改設計で1941年の夏には約450kgまで推力が増しており、Bf110戦闘機をテストベッドとして使用して空中テストが開始されたが、まだまだ問題が多かった。
Me262の原型1号機であるMe262V1は完成していたが、BMW003エンジンは上記の理由で到着せず、仕方なく機首に2枚プロペラとそれを駆動する倒立V形の液冷式のユモ210Gレシプロ・エンジンを装備して基本的な飛行特性をテストすることになり、1941年4月18日に初飛行した。水平最大速度は420km/hであったが操縦特性は良好であり、1940年11月には、ようやくBMW003エンジンが到着し、主翼の翼下に装備して、1942年3月25日にジェット・エンジンを使用しての初飛行を行ったが、離陸して高度50m程度で左側のエンジンが停止し、続いて右側のエンジンが停止してしまい、機首のユモ210Gレシプロ・エンジンを始動させてプロペラだけで飛行して無事に着陸した。原因はエンジンの圧縮機（コンプレッサー）のブレードが破損して停止したことであり、再設計が必要と判断されたため、計画はさらに遅れる結果となったが、1942年12月にBMW003よりも保守的な設計で1941年8月には推力600kgまで記録していたユンカースのユモ004エンジンを代替として使用することが決まり、Me262の原型3号機であるMe262V3にユモ004A-0が装備され1942年7月18日にジェット・エンジンだけの飛行に成功し、Me262の原型2号機であるMe262V2にもユモ004A-0が装備され、1942年10月1日に初飛行している。
その後の飛行により、機体が左右にバンクを取ると主翼の内翼部の翼上面から気流が剥がれることが分かり、外翼部に付けられていた後退角を内翼部にも付けて、この部分の主翼の翼弦長（主翼の幅）を拡大するとともに翼厚を増し、外翼部の前縁に取付けられていた前縁スラットを内翼部にも取付けることで解決しており、その結果、主翼の揚力が30％増す結果となった。また、前縁スラットは着陸速度を下げるのに役に立っていた。
ジェット・エンジンからのジェット排気が滑走路を舐めてしまうほか、離陸時に離陸滑走を開始しても、水平尾翼が主翼の陰に入って昇降舵が効かないことが分かり、速度が190km/hに達した時点で主脚のブレーキを踏みこめば瞬時的に尾翼が持ち上がり、昇降舵が効くようになり、その時に離陸操作すれば良いと技術者が示唆していたが、これは誰でも真似できるわけでもなく、空軍のレヒリン・テストセンターから来た空軍のパイロットがメッサーシュミット社のテストパイロットからコツを教わって離陸しようとしたが、3回失敗したのち、滑走路から飛び出して主脚とエンジンがもぎ取られる事故を起こしており、Me262V5から着陸装置を尾輪式から前輪式に変更することで解決している。尾輪式への固執は前輪式が「アングロアメリカの発明品であるから」というナチ的イデオロギーに由来していた。

## 試作機

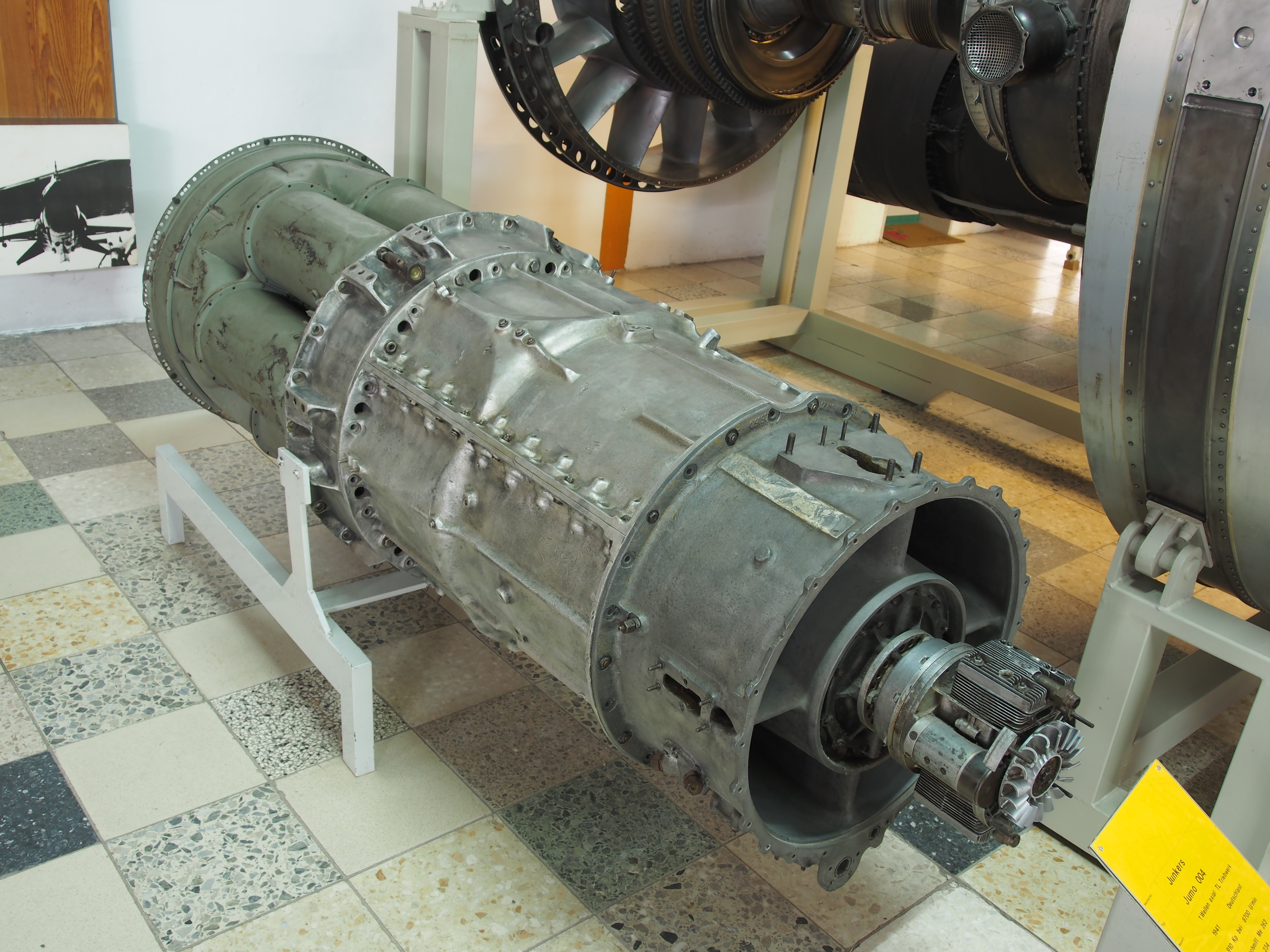
搭載されていたJumo 004ジェットエンジン。右側下部の空気取り入れ口の先頭に取付けられているものは、エンジン始動用のスターター。

試作1号機 Me 262 V1
機体は1941年初めに完成した。BMW 003が未完成だったため、ユンカース社製Jumo 210Gレシプロエンジンおよびプロペラが機首に装備され、4月18日に試験飛行を行った。操縦性は極めて良好で、後にBMW 003が搭載された後も、信頼性の高いJumo 210Gは機首に残された。
1942年3月25日、BMW 003エンジンを使用しての初飛行中、エンジン2基が停止し、機首のJumo 210Gのみで緊急着陸した。信頼性の低いBMW 003エンジンは外され、ユンカース社のJumo 004Aジェットエンジンに換装された。機首のJumo 210Gも撤去され、MG 151/20機関砲3基が搭載された。
本機は1944年6月7日の試験飛行で損傷、飛行不能となった。
試作2号機 Me 262 V2
当初からJumo 004Aが設置され、1942年10月1日、初飛行成功。翌年4月18日事故で失われた。
試作3号機 Me 262 V3
1942年7月18日、ドイツ南部のギュンツブルク地区・ライプハイム空軍基地においてフリッツ・ヴェンデルの操縦により初飛行に成功した。
試作4号機 Me 262 V4
後述のアドルフ・ガーランドによる評価が存在する。
試作5号機 Me 262 V5
着陸装置を尾輪式から固定式の前輪式（三車輪式）に変更した機体。
試作6号機 Me 262 V6
再設計された機体、着陸装置を油圧引込式の前輪式に変更、エンジン内側の主翼の後退角が増して、主翼の前縁には全幅に前縁スラットが追加された。
1943年11月に完成し、同月26日には、ヒトラーの前でデモンストレーション飛行を行った。
機体の調整は1942年中に完了したがJumo 004エンジンの信頼性は改善せず、量産後においても本機の欠点となった（後述）。

## 軍首脳陣の評価と経緯

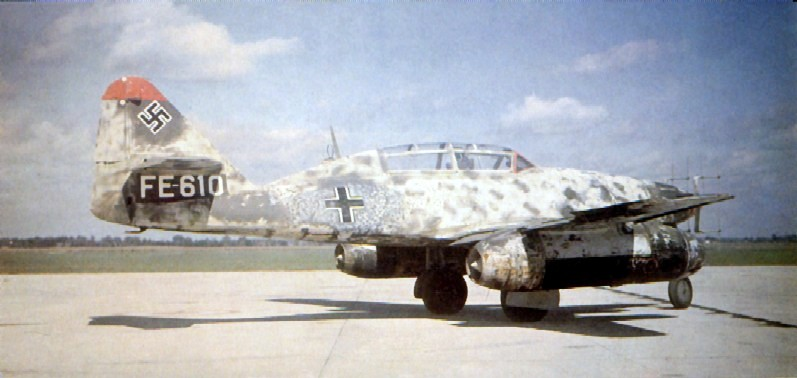
夜間戦闘機仕様のMe 262B-1a/U1

1943年に試作4号機が空軍首脳部に披露され、同年5月22日にアドルフ・ガーランド少将（当時）がMe 262 V4に試乗した。ガーランドは「天使が後押ししているようだ」と絶賛して、レシプロ機からの転換を言明した。さらにJumo 004B-0搭載の前輪式降着装置を油圧引込式に改良した試作6号機Me 262 V6が、7月25日に航空相ヘルマン・ゲーリング国家元帥とエアハルト・ミルヒ空軍元帥の前でデモンストレーション飛行を行った。
1943年11月26日、インスターブルク航空センターで地上展示されたMe 262 V6を見たアドルフ・ヒトラーは、ゲーリングに対し爆弾の搭載が可能かどうか質問した。ゲーリングは理論的に可能と回答した（回答は事前にメッサーシュミット博士に打診し用意された）。
ヒトラーは「電撃爆撃機が誕生した！」と宣言して、Me 262を高速爆撃機として生産するよう命じた。これはMe262の高高度での優位性を無視した指令であった。連合国軍の大規模爆撃（ドイツ本土空襲）がドイツ各地に被害を与え、ヒトラーはそれらへの報復と、ヨーロッパ大陸への侵攻に備え集結していた連合軍への攻撃を考えていた。当時、世界の戦闘機の主任務用途は空対空戦闘から地滑り的に戦術支援への転移を生じており、ヒトラーはこの動向を認識していたという考察も存在する。ゲーリングの回答は機種全体の開発計画推進を目的としたものだったが、戦闘機としての実戦投入を遅滞させる結果となった。
本機は、機首下面に1tまでの兵装を外部に搭載可能であったが、これにより、離陸距離が大幅に伸び、機体の重心位置が移動する問題があった。テストで500kg爆弾2個を機首下面の搭載して投下した際には、投下後に大きな機首上げモーメントが発生して、機首が約50°も上がり、投下するには後部の燃料タンクの燃料を使い切り重心を調整する必要があった。そのため爆撃任務はきわめて危険な任務となり、実戦では、その防止のため、250kg爆弾を2発しか搭載できず、爆撃照準器も装備していないため、爆撃機としては不満足なものであった。Me262の戦闘爆撃機型であるA-2a型は1944年8月末に北フランスにおいて作戦を開始し、その後アルデンヌ攻勢にも参戦したが、満足な戦果を上げていない。だが、戦闘爆撃機型は戦闘爆撃機部隊により敗戦まで細々と運用が続けられた。
ガーランドはジェット機開発計画の初期段階である1942年春の会議ではMe 262を戦闘機とするか爆撃機とするか、一面的に開発を進めるべきではないと発言し、メッサーシュミット博士も同意見であったという。ガーランドはMe 262を本土防空用戦闘機と位置づけて編成を進めていた。ヒトラーは爆撃型の生産に支障がない範囲での戦闘機型のテストを許可したため、1943年12月にガーランドにより、ジェット戦闘機の戦術を開発する目的の実験部隊の編成を命令した。これにより、Me410を装備して、ドイツ本土を爆撃するB-17などの4発爆撃機の迎撃と夜間の英本土爆撃を任務としていた第51爆撃航空団（KG51）の第I飛行隊に実験部隊を設立して、その第3中隊の選抜パイロットが実験部隊で機種転換の訓練を受けることになり、実験部隊の指揮官にはヴォルフガング・シェンク少佐が任命され、実験部隊はシェンク実験隊またはE-51特別分遣隊と呼ばれた。1944年6月6日の連合軍のノルマンディー上陸作戦が始まった時には、実験部隊の訓練はまだ未完状態であり、12名のパイロットが各人4時間程度の訓練を受けて作戦可能とし、7月20日に9機がフランスのシャトーダンに進出したが、その後の連合軍の進攻が早く、エタンプ、クレー、ジュビンクールと基地を移動しながら撤退していき、8月にはベルギーのアティーシュープル、オランダのフォルケル、アイントホーフェンに基地を移動、9月にはドイツ本土に帰還するありさまで、ジュビンクールでセーヌ川沿いなどを目標に散発的な出撃を試みたものの、機密保持の理由で高度4000m以下での攻撃禁止と爆撃照準器なしでの攻撃のため効果はなかった。7月26日には、英空軍モスキートを撃墜してジェット戦闘機初戦果を記録しているが（実際はモスキートの側面扉が風圧で破壊され、飛んで行ったものをMe262のパイロットが誤認しただけであった）、8月28日には米軍の2機のP-47に追われて胴体着陸して初撃墜されている。その後、実験部隊は、ドイツ本土に帰還後に解隊されてKG51の第I飛行隊に併合されることになり、KG51の第I飛行隊と第II飛行隊はMe262に機種転換して、第I飛行隊はライネ、第II飛行隊はヘゼペに展開するとともにKG51の指令には中佐に進級したシェンクが就任して、9月下旬から、ベルギー・オランダにある英空軍基地・カナダ空軍基地や地上部隊に攻撃を開始している。
ヒトラーは戦闘機型のみ生産されていることをミルヒの報告から知って激怒し、1944年5月23日の会議で、Me262を戦闘機と呼ぶ事を禁じ、爆撃型のみ生産させた（ただし1944年6月の会議の記録では、それはジェット爆撃機であるAr 234の生産が軌道に乗るまでの暫定的なものとされている）。しかし、アメリカ陸軍航空隊や英空軍のドイツ本土爆撃がさらに激しくなり、石油施設が狙われて石油生産やストックが落ち込み、燃料不足が深刻になり、それにより、訓練部隊はもとより実戦部隊までもが出撃に制限が加わるようになりはじめ、さすがのヒトラーも1944年8月30日に20機に1機の割合で戦闘機型の生産を認める生産許可を出した。
戦闘機型のA-1a型は、1944年8月から空軍に引渡しが開始された。9月25日には、実験部隊を基本としたヴァルター・ノヴォトニー少佐を隊長としたMe262の実戦部隊「コマンド・ノヴォトニー」が編成され、9月29日には2個中隊に分かれ、ドイツ北西部のアハマーとヘゼベに展開して約30機が配備され、10月から作戦を開始した。同部隊はアメリカの第8航空軍爆撃隊の護衛戦闘機の迎撃を目的としており、爆撃隊の爆撃機の迎撃にはレシプロ戦闘機で対処する目論であった。しかし、エンジンの脆弱や燃料不足によるパイロットの訓練不足からの故障や事故が多く、本機の弱点である離陸時に攻撃されて撃墜されたりしたため、飛行場直衛のレシプロ戦闘機隊を配備するなどしたが、11月8日には、隊長であるノヴォトニー少佐が、同部隊を視察に訪れたガーランドの眼前で撃墜され戦死してしまう。その後、同部隊はレヒフェルトに後退させて訓練に戻ったが、戦果は撃墜22、不確実4に対して配備された30機中26機を失っている。
ノヴォトニー少佐の戦死の少し前の11月4日にヒトラーは全面的に戦闘機型の生産を認め、「コマンド・ノヴォトニー」部隊は第3戦闘航空団（JG3）と第54戦闘航空団（JG54)との間で再編され、初のMe262戦闘機航空団である第7戦闘航空団（JG7）の第III飛行隊となり、ブランデンブルクに基地を移動して作戦を開始しているが、戦死したノヴォトニー少佐を偲んで部隊名を「ノヴォトニー」としている。また、連合軍の制空権下では従来のレシプロ爆撃機では作戦行動はほぼ不可能となったため、解隊された爆撃航空団のパイロットをMe262の戦闘機隊のパイロットとして活用すべく、爆撃航空団の再編成が始まり、11月末に第54爆撃航空団（KG54）が第54爆撃航空団の戦闘機部隊（KG(J)54）となり、第I飛行隊が中部ドイツのビュルツブルグに近いベルシュタットを基地としている。その後も第6・27・55の3つの爆撃航空団をMe262の戦闘機隊に改変する予定であったが、1945年4月に第6爆撃航空団のみ作戦可能となっただけであった。
1944年末には、Me262を夜間戦闘機として使用する飛行隊が編成され、夜戦のエースであったクルト・ヴェルター中尉を隊長としたヴェルター隊、敵爆撃機を上空から爆撃する実験を担当するハルト・シュタンプ少佐を隊長としたシュタンプ隊、Me262にカメラを装備して偵察機として使用するヘルワルト・ブラウェク中尉を隊長としたブラウェク隊が編成された。ヴェルター隊は、1945年2月末に第11夜間戦闘航空団（NJG11）の第10飛行隊に編入されたが、配備された機数は常時4機であり、単座戦闘機型の機首にFuG218ネプトゥーンレーダーを装備した実験機Me262V56と同じく機首にFuG218を装備した複座夜間戦闘機型のMe262B-1a/U1を装備して使用していたが、後者は7機の製造に留まったため、レーダーなしの単座昼間戦闘機型も併用され、ベルリン西方のブルク基地から首都ベルリンの防空戦に出撃して、出撃160回、約45機の撃墜を記録している。シュタンプ隊は1944年12月から時限信管を付けた爆弾を敵爆撃機編隊上空から20°の緩降下で接近して、その爆弾を投下後に炸裂させて敵爆撃機を撃墜する実験を開始したが、ツァイス社製の照準器を試用したり、時限信管を2秒と設定したりしたが、結論が出ない実験となり、1945年3月に隊は解隊されている。ブラウェク隊は近距離偵察グループのNAG6の第II飛行中隊に配属され、終戦まで任務に付いていたが、配備した機数が5-6機と少なく、本来の写真偵察型のMe262-1a/U3やA-4aはさらに少なく、単座昼間戦闘機型が多く配備され、これを使用した偵察任務が行われている。
空軍上層部との対立が激しくなったガーランドは後に戦闘機隊総監の地位を解任されたが、大戦末期の1945年1月にはMe262が優先的に配備された第44戦闘団（JV44）を編成してその司令官となり、メッサーシュミット社の故郷であるバイエルン州を中心に作戦を開始している。

## 兵装
機関砲
MK 108 30mm機関砲を4門装備していた。強力で連合軍側爆撃機を容易に撃墜できた。しかし弾丸が重いため発射初速が遅く弾道直進性が低かったため、命中させるには目標にかなり接近する必要があった。
ロケット弾
戦争末期にはR4M ロケット弾搭載機が配備された。このR4Mはヒトラーの「空での戦い自体は第一次大戦の時代と同様、機銃で互いに撃ち合う方法からまったく進歩がない」なる主張に基づき開発された。R4Mは12発ずつ木製ラックに収められ、両方の主翼下に1ラックずつ、一機に計24発が取り付けられた。
R4Mの直進性は低く運用上のリスクが生じた。高い命中率を得るためには編隊飛行中の4発重爆撃機に800メートルの距離まで接近する必要があった。命中から爆発までにタイムラグを設け、敵機内部で爆発する仕様で破壊効果を高めた。1、2発が命中すれば爆撃機を撃墜できたとされる。
R4M搭載のMe262により、終戦直前1か月間に500機もの連合国軍機を稼動不能にしたとされる。当時最高の速度が出せたMe262の存在と、短時間で一度に発射できる装置の発明により、末期のドイツ側の数少ない効果的な攻撃方法となった。

## 利点
優れた速度・上昇力と高高度における一方的優位性
想定上の戦域では性能を十分に発揮することができた。高度6,000mでの水平飛行で870km/h、緩降下においては900km/h以上の飛行速度は同時代の航空機より150km/h以上も速かった。これは、当時アメリカやイギリスで登場した同じ第1世代ジェット戦闘機のP-59やグロスター ミーティアに比べて勝り、戦後世代であるアメリカのP-80に匹敵した。これは、主翼の翼面積が21.7㎡と小さく（P-80は22.1㎡）、よって翼面荷重が大きいこと、主翼の厚さが薄く、その目安である翼厚比は11％（P-80は13.5％）であり、高速を追求した設計であった。上昇率では、初期上昇率は20m/secとレシプロ戦闘機と大差をつけるほどではないが、高度が高くなっても上昇率がさほど低下せず、6000mで11m/sec、9000mで5.5m/secの上昇率が得られている。戦後にエンジンが同じ推力を持つミーティアF.3と比較試験をしたときも、Me262の方が32km/hも早い結果が出ており、P-80との比較試験では、Me262が速度と加速性で勝り、上昇性能ではほぼ同等との結果が出ている。
当時の空戦では速度が敵機より30km/h速いだけで一方的に優位を維持できたが、アメリカ陸軍航空隊が爆撃機護衛の主力としていたP-51Dは最高でも708 km/hであり、追従すら難しかった。
フランス空軍のエース・パイロットとして知られるピエール・クロステルマンは、片方のエンジンが停止したMe262をテンペストで追跡したが、まったく追いつけなかったと語っている。
特徴的な運用
速度性能を生かし、一撃離脱戦法に徹する運用が行われ、熟練した操縦士が操縦した場合、敵の護衛戦闘機を回避し爆撃機を集中的に攻撃することが可能となった。

## 欠点
エンジンの信頼性の低さ
ジェットエンジン黎明期であり、特に過酷な運用が求められる戦闘機向けの導入は時期尚早だった。性能と信頼性両面で多数の技術的課題が未解決のまま残され、Me262の欠陥となった。エンジンのスロットルに対する応答性が悪く、操縦席のスロットル・レバーによる急激なスロットル操作や高高度では、エンジン燃焼室でフレームアウト（燃焼停止）が発生しエンジン停止することがあった。また、エンジン故障率も高く、事故喪失が多かった。
エンジン寿命は最大で70時間、実運用では平均25～30時間で、戦闘中の片方または両エンジン故障が頻発した。戦闘で破壊されるよりも耐用時間を超えて稼動不能となる機体の方が遥かに多かった。離陸時に大きな推力を得るためにスロットル・レバーを開き、燃料を過大燃焼させても機体を劇的に加速させることはできず、その状態ではエンジン燃焼室が熱で溶け大きく損傷した。爆撃機にしようというヒトラーの意見は、それなりに卓見であった。
これら欠点は機動性と加速性の悪化に繋がり、事実上ドッグファイトは不可能となった。また、離陸直後は速度がおそく敵を振り切ることも出来なかった。このためアメリカ軍護衛戦闘機は、接近中のMe262を発見した場合は護衛対象の爆撃機から離れて早期に攻撃するという戦術に切り替えた。これにより多数の被害が発生した。
燃費の悪さ
当時のレシプロ機と比較し燃費が劣悪だった。機体内前部の主燃料タンクと後部補助燃料タンクで計2,570リットルの燃料を搭載でき、さらに機体外前部ラックに300リットル増槽を2個搭載できたが、それでも航続距離は高度6,000m～9,000mで飛行して約850km～1,050km程度であり、わずか30分の作戦でも全ての燃料タンクを活用する必要に迫られた。
この制約により、会敵した時点で既に充分な速度という理想状態を作り出す為には運用上の制約が生じた。充分な速度を得るためにはある程度戦場から離れた飛行場から離陸しなければならないが、航続距離が短いためあまり遠くからは出撃できない。補給を短時間で終わらせたいが着陸リスクが過大になるなど、基本性能不足から幾つものトレードオフが生じ、運用に支障が生じた。また攻撃失敗時に再度狙いを定める時間が少なく、未熟なパイロットにとって心理的負担が増した。
着陸のリスク
貧弱な推力と機体構造は着陸のリスクを増大させた。三角形断面の機体形状が影響し操縦席から下方が見えにくく、エンジンの反応が鈍いため滑走路へのアプローチ中に何か問題が生じても臨機応変な対処ができなかった。連合軍パイロットはこの弱点を利用し、着陸時も攻撃するようになった。そのためドイツ空軍は、Me262の出撃・帰還時に滑走路周辺に護衛の戦力を展開させる必要に迫られた。また、着陸装置の強度が弱く折損事故が頻発した、これは、生産性と軽量化を狙って比較的低品質の鉄の引き抜き材を使用したためであり、エンジンの故障と並んで事故原因の1つとなっている。
滑走路の制約
運用上、コンクリート舗装の滑走路が必要だった。ジェットエンジンは異物が混入すると破損し、アスファルト舗装の滑走路ではジェット噴流によって路面が傷む為だった。前輪式降着装置は強度不足で折れ易く、不整地の野戦飛行場での運用は不可能だった。
戦況が悪化した大戦末期ではコンクリート舗装滑走路のドイツ本土の飛行場からしか出撃できず、滑走路の制約は結果的にあまり問題とならなかった。しかしMe262の運用場所が連合軍に知られていたため、護衛から離れたP-51の機銃掃射によって離陸前に破壊される被害が発生した。

## 実戦での使用
細かい操舵をすると速度と高度を容易に失うが、低速からの加速力が低いため戦闘中に最高速度まで戻すのは不可能、主翼下部にエンジンを吊した双発機であるため、旋回性能は単発レシプロ戦闘機に劣り、ドッグファイトは禁止され一撃離脱戦法を前提とした操縦が要求された。このため当初はドイツ空軍の精鋭パイロットのみ搭乗を許された。圧倒的な速度であるため、編隊飛行も距離をとっての編隊となる。
速度の優位性を保つために精鋭パイロットはゆるやかに旋回して狙いを定め、爆撃機の編隊を一撃離脱戦法で攻撃することで成果を上げた。R4Mが装備されてからは、護衛戦闘機の射程に入る前に速度が出ている状態に調整、爆撃機の上方から緩降下して増速しつつロケットを発射、そのまま護衛機を振り切り離脱するという戦法となった。
Me262の特性と存在意義を理解したパイロットは、砲火や護衛機の隙間を縫って爆撃機を選択的に攻撃し、無傷で離脱することができた。しかし戦争末期に配属された未熟なパイロットらは、進路選択が悪く前方に弾幕を張られたり、攻撃をやり直すため急減速し後ろに付かれドッグファイトに持ち込まれたりするなど、速度の優位性を発揮できずに撃墜されていった。

## 評価

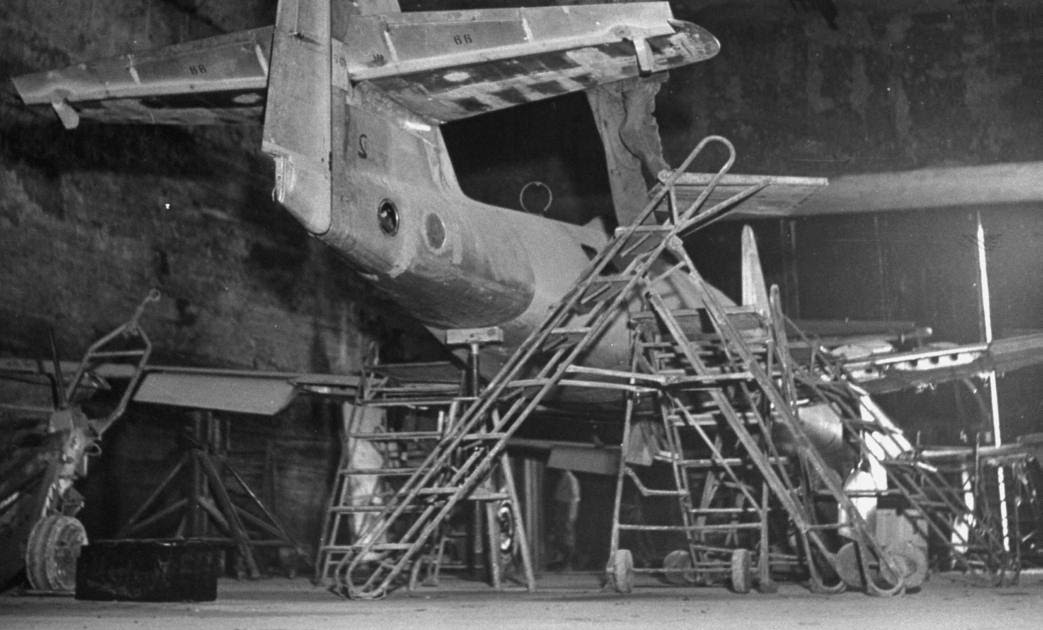
激しい空襲の為地下工場で生産されるMe 262

戦争末期になると稼動機も燃料も枯渇し、物量で優位に立つ連合軍の空戦力を前にドイツ空軍自体が有名無実化していった。
1945年3月18日、37機のMe262が1,221機の爆撃機と護衛632機の戦闘機の大編隊を迎撃し、12機の爆撃機と1機の戦闘機を撃墜したが、自らも3機を失った。この戦闘のキルレシオはおよそ4対1で、これはドイツ空軍が想定していた通りの比率であるが、敵側からすると全体の1%の損害でしかなかった（故障喪失の方が多かったとされる）。
最終的に、Me262は撃墜数が被撃墜数を上回った枢軸国側の数少ない戦闘機の1つとなった。速度性能においては当時の最新鋭のレシプロ機を凌駕していたが、数多の欠点や運用上の重大リスクを抱え、実際の空戦では大きなアドバンテージを発揮できず、戦況に大きな影響を及ぼすことはなかった。
第二次世界大戦後、本機はソビエト連邦やアメリカ合衆国に戦利品として持ち去られ、両国でジェットエンジン搭載戦闘機（F-86及びSu-9）の礎となった。本機の実戦配備を主導したアドルフ・ガーランドは戦犯としてイギリスに5年ほど収容された後、アルゼンチン空軍の顧問として採用された。

## バリエーション

### 大戦中

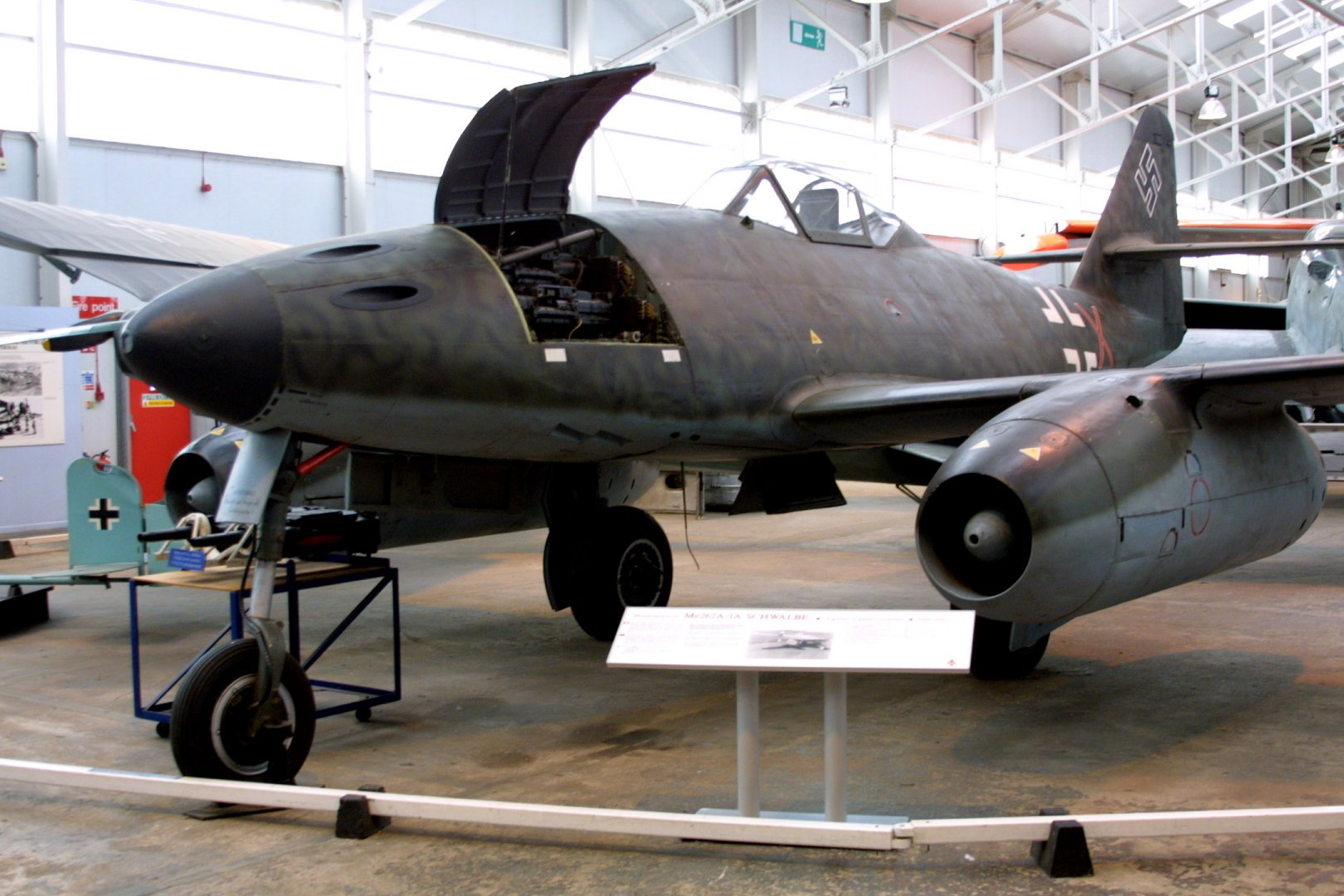
Me 262 A-1a

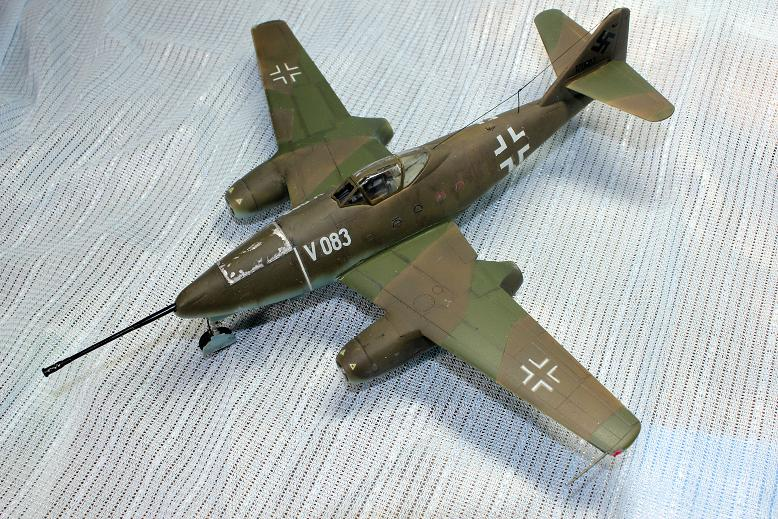
Me 262 A-1a/U4の模型

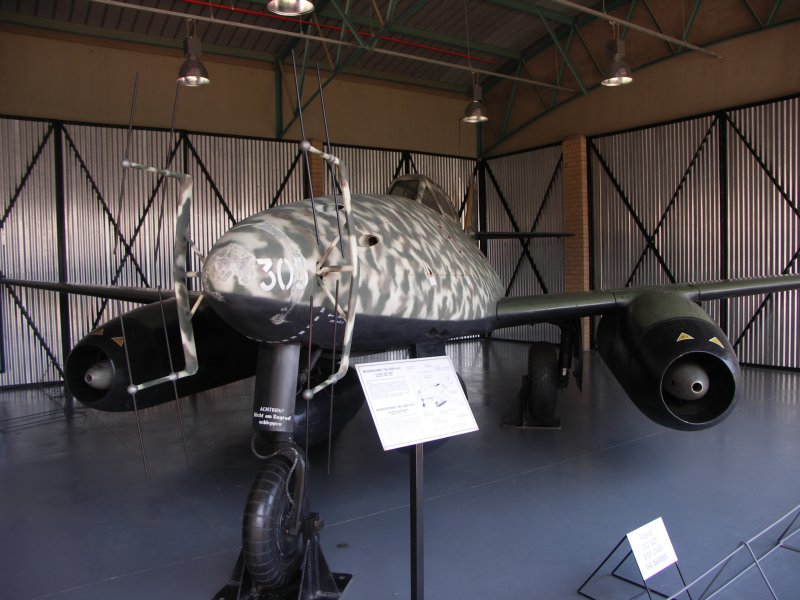
Me 262 B-1a/U1

A-0
戦闘機型Aシリーズの先行生産型
A-1a
生産型、機首にMK 108 30mm機関砲×4門装備。イェーガー（Jäger、戦闘機）、ヤーボ（Jabo、戦闘爆撃機）がある。ニックネームはシュヴァルベ（ツバメ）。
A-1a/U1
機首にMK103 30mm機関砲×2　MK 108 30mm機関砲×2　MG151 20mm機関砲×2 計6門を搭載。1機試作。
A-1a/U2
FuG220 リヒテンシュタインSN-2レーダー、ヒルシュゲヴァイ（鹿の角）アンテナを搭載した夜間戦闘機型、1機試作。
A-1a/U3
短距離偵察機型、Rb50/30カメラとMK 108 30mm機関砲1門装備。
A-1a/U4
対爆撃機用の駆逐機で、機種にMK214またはBK5 50mm機関砲を搭載。2機試作。
A-1a/U5
機首の武装をMK108機関砲4門から6門にし、携行弾数を100発が2門、85発が2門、65発が2門とした。
A-1b
エンジンがBMW 003に換装された以外は、A-1aと同型、3機試作。
A-2a
機首下部に爆弾用パイロンを新設し、バランスを取る為MK108 30mm機関砲を2門に削減した爆撃機型。ニックネームはシュトゥルムフォーゲル（ミズナギドリ）。
A-2a/U1
照準器を改良した試作機、1機のみ。
A-2a/U2
高速爆撃機型の試作機。2機が試作され、機首に爆撃手席（グラスコクピット）を新設し、1号機はロトフェ 7 H3爆撃照準器を装備、2号機はロトフェ・カンツェルII照準器を装備。
A-3a
装甲を強化した地上攻撃機型
A-4a
非武装の偵察機型
A-5a
MK108 30mm機関砲を2門搭載し、増槽を装着した武装偵察機型の最終型、戦争末期に少数のみ生産。
B-1a
二人乗りの練習機型。15機製造された。
B-1a/U1
B-1aを改造した複座夜間戦闘機型。機首にFuG218ネプトゥーンレーダーを装備、装備したヒルシュゲヴァイアンテナの空気抵抗で最大速度が60km/h低下して810km/hとなっている。
B-2a
B-1a/U1の発展型として提案された夜間戦闘機型。機体を延長して燃料積載量を増加させ、コクピット後部にシュレーゲムジーク（斜め銃）を装備。1機試作。
C-1a
A-1aを改造した高速迎撃機型。機体の尾部にヴァルターHWK 109-509ロケットエンジンを搭載。1機試作。
C-2b
A-1aを改造した高速迎撃機型。BMW 003エンジンのナセル（エンジンの収納筒）部にBMW 109-718ロケットエンジンを装着。1機試作。
C-3
ユモ 004を取り外し、ヴァルターHWK RII-211に換装した型。提案のみ。
C-3a
主翼のユモ004はそのままで、機体下部にヴァルターHWK 109-509S-2ロケットブースターを搭載した型。試作機の製造中に終戦を迎えた。
D-1
上向きに取り付けられ、センサーにより爆撃機を感知し自動で発射される5センチ無反動砲SG500 ヤクトファウストを装備する特殊迎撃機型、提案のみ。
E-1
A-1a/U4を基にMk 114 5cm機関砲を装備する型、計画のみ。
E-2
R4Mロケット弾を主翼に24発、機首に24発搭載する型、計画のみ。
S
Me262A-1aの初期生産型に付けられた形式名。

### 現地改修キット
工場で生産される派生型に付けられるU**と異なり、現地で取り付け・取り外し可能なキットとして提供されるもので、R**のナンバーが付けられている。
/R1
機体下部に500Lの増槽を取り付けるキット
/R2
離陸補助用のラインメタル 109-502 ロケットブースターを取り付けるRATOキット
/R3
ロケットブースター付きのBMW 003Rターボジェットエンジンに換装するキット
/R4
FuG 350 ナクソスレーダー探知装置を取り付けるキット
/R5
機首に4門のMK 108機関砲を搭載するキット。通常のA-1a型で使用されているものと同じ物である。
/R6
爆弾用ラックおよび照準器を取り付けるキット。通常のA-2a型で使用されているものと同じ物である。
/R7
左右の主翼下部に12発ずつ、計24発のR4Mロケット弾を搭載するキット。活躍したのは敗戦直前の1ヶ月間と短いが、恐るべき戦果を上げた。
/R8
R110BS 空対空ロケット弾を搭載するキット。
/R9
ルールシュタール X-4空対空ミサイルを搭載するキット。

### 計画機

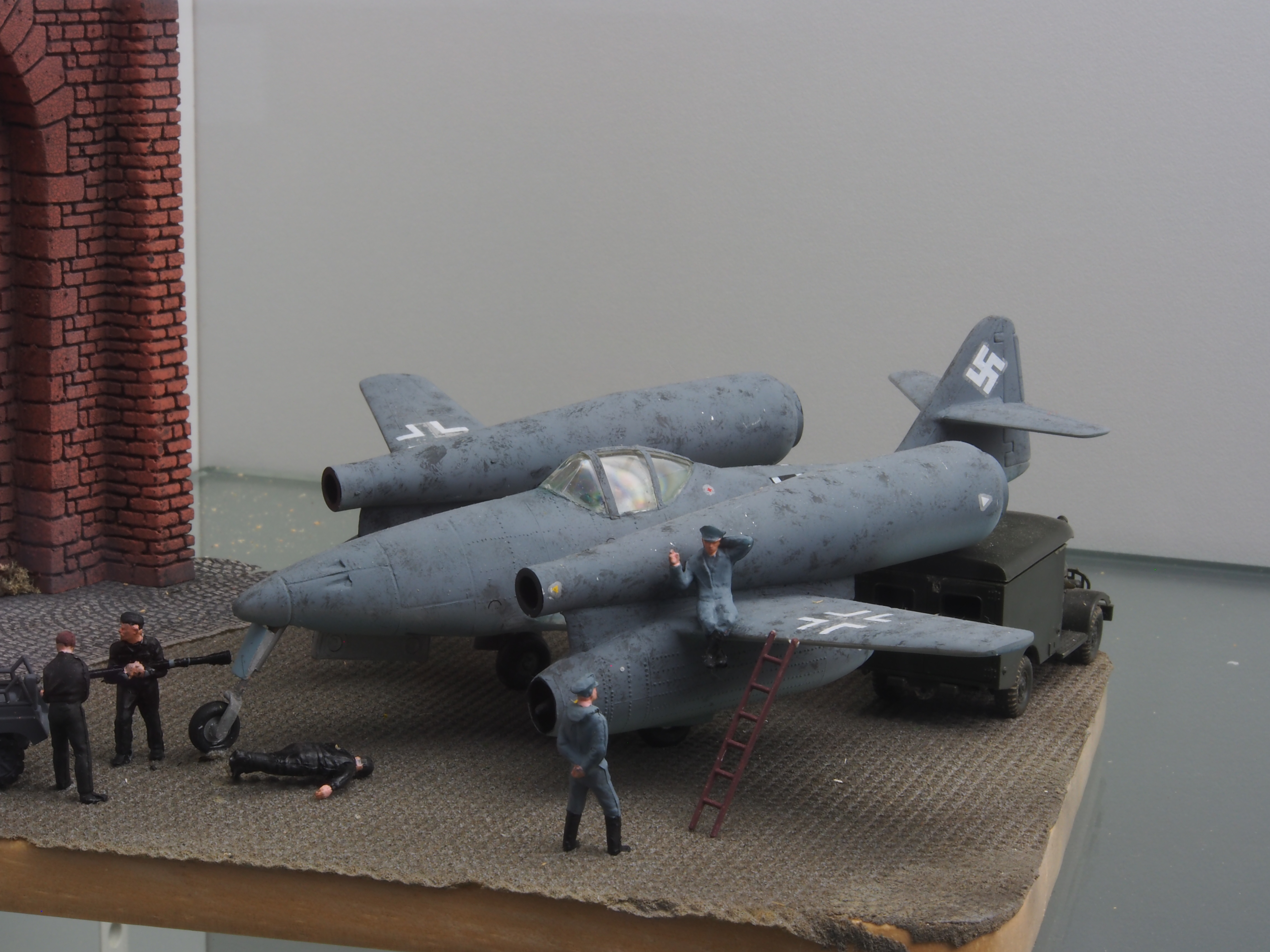
Me 262 'Lorin' の模型

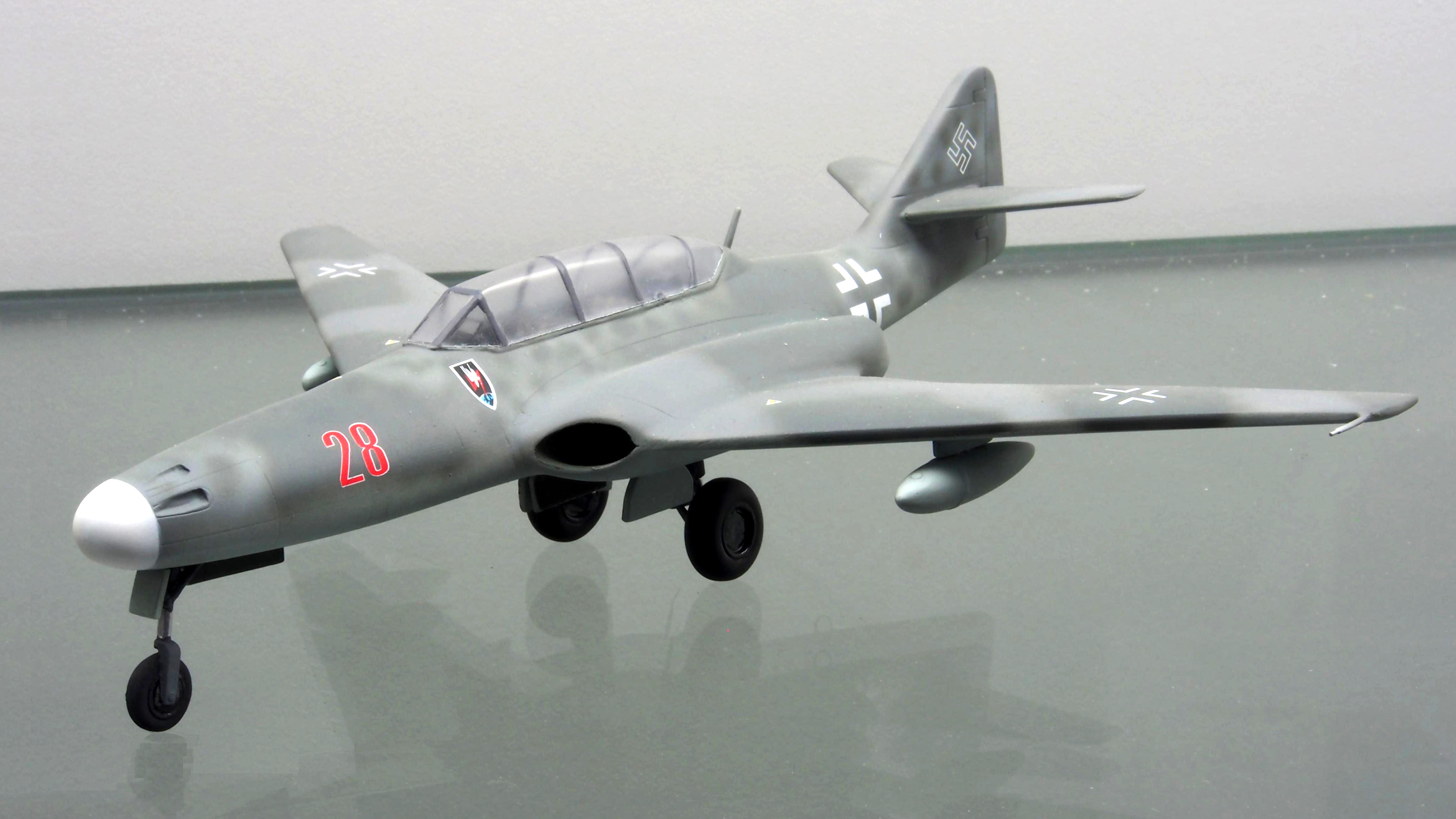
Me 262 HG3 の模型

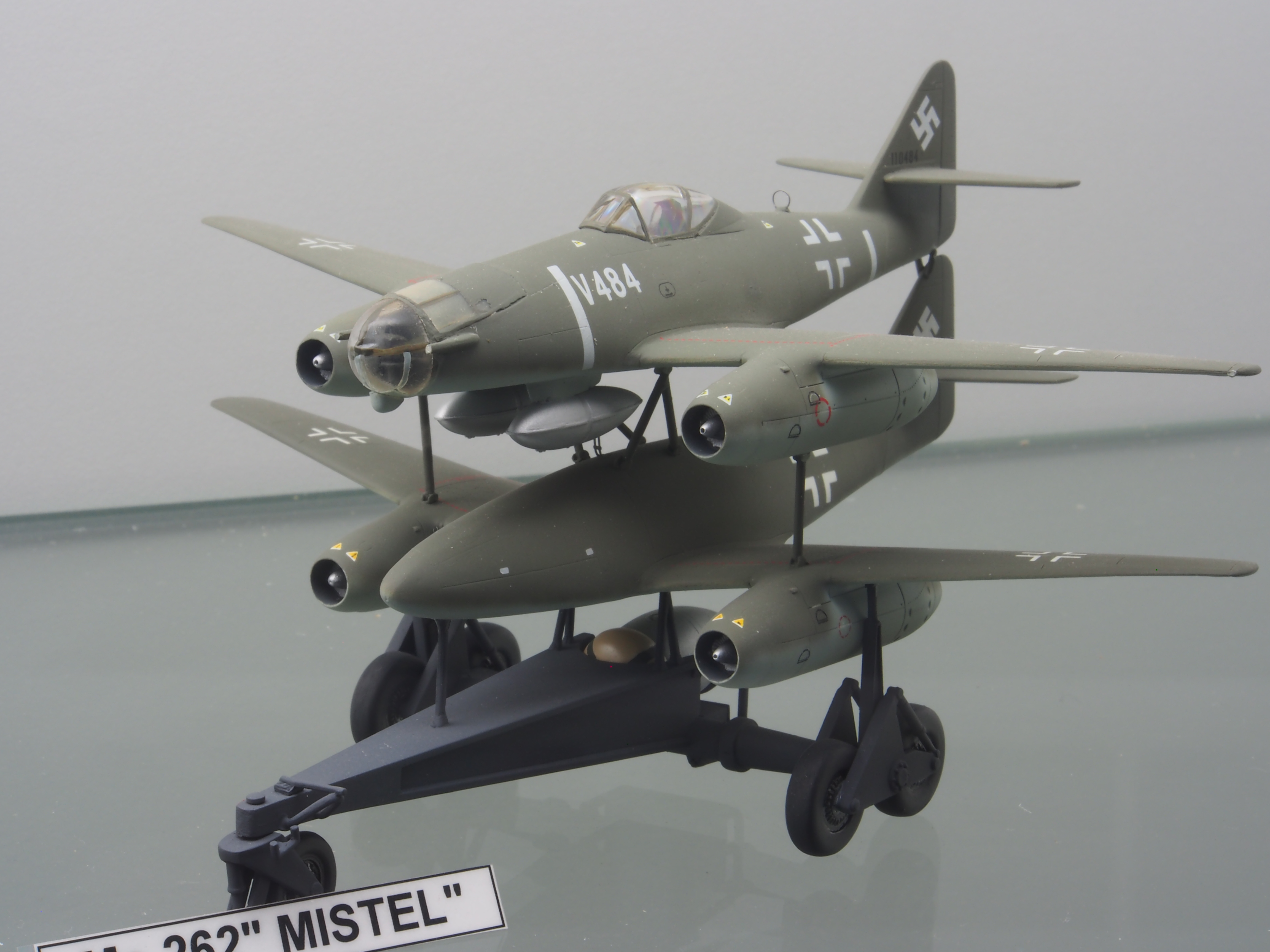
Me 262 ミステル の模型

Lorin
直径1.15m、全長5.9mのラムジェットエンジンをJumo004の上に積んだ高速型
シュネルボマー 1
高速爆撃機案。4,050リットルの燃料を搭載し1,000kgの爆弾を搭載できる。
シュネルボマー 1a
コクピットを機首に移動させ胴体に5個の燃料タンクを設けた高速爆撃機
シュネルボマー 2
胴体を新たに設計し4,450リットルの燃料を搭載し1,000kgの爆弾を胴体内に搭載
Aufklärer 1
写真偵察機。A-1a/U3の機首の武装を撤去し500リットルの燃料タンクとRb75/30カメラ及びRb20/30カメラを搭載
Aufklärer 1a
Schnellbomber 1aの胴体を流用し、Rb75/30カメラ2基を胴体中央に装備
Aufklärer 2
Schnellbomber 2の胴体を流用し、5,450リットルの燃料を搭載、機種にRb75/30カメラ2基、Rb20/30カメラを1基搭載
HG1
レーシングキャノピーと呼ばれる小型の流線型キャノピーにし、水平尾翼に後退角を付けるとともに、水平尾翼を大きくした高速計画1段階。
HG2
HG1と同程度の改造と平行して、主翼を翼弦長の25%の位置で35度の後退角付きに変更した高速計画2段階
HG3
Me262の胴体を利用し大幅な設計変更をした夜間戦闘機型。主翼は新設計の45度後退角付き、エンジンはHeS011の2基を主翼付け根に収納、主脚を主翼付け根に取り付け、尾翼・キャノピーはHG1と同等のものに変更。機首にはFuG240ベルリンレーダーを収納し、乗員は3名。機首にMK 108機関砲を4門、コクピット最後尾席左右にシュレーゲムジークMK 108機関砲2門装備
W-1
ユモ 004を取り外し、2基～8基のアルグス As 014パルスジェットエンジンに換装した型。提案のみ。
W-3
ユモ 004を取り外し、2基あるいは4基のアルグス As 044パルスジェットエンジンに換装した型。提案のみ。
ミステル
有人の親機と無人の子機を連結し、子機を大型爆弾として使用するミステル計画の中で、Me 262を使用するものも計画されていたと考えられている。
Me P.1099
Me 262の主翼と尾部を流用し、機体を大型化した重戦闘機/爆撃機型。計画のみ。
Me P.1100
Me P.1099とほぼ同型の機体に操縦手と爆撃手が搭乗する爆撃機型。コクピットは左にオフセットしている。計画のみ

### 大戦後

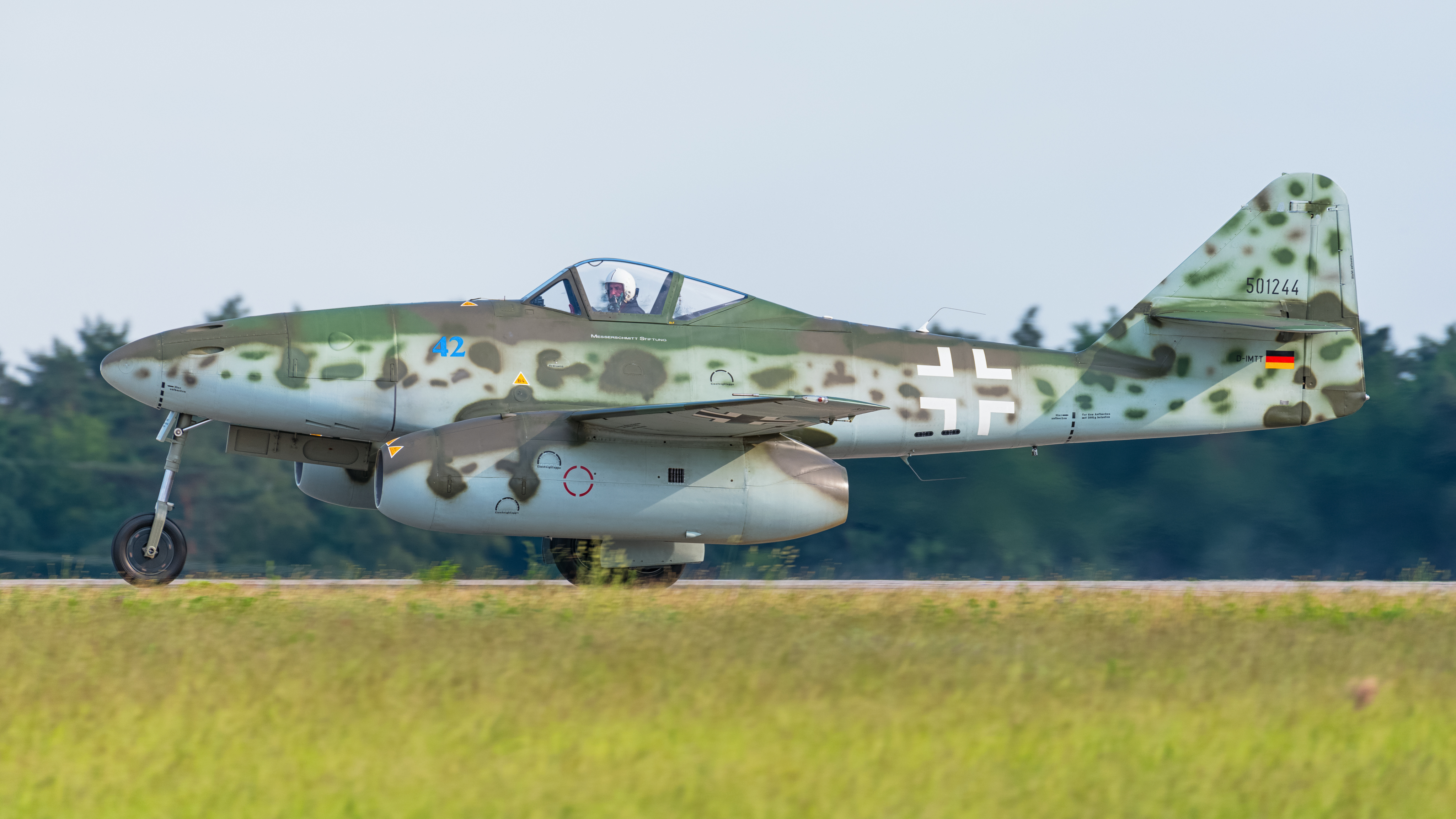
Me262 A-1c（A-1aの再生産機、機体記号D-IMTT）

アヴィア S-92
A-1aと同型、チェコスロバキアが生産
アヴィア CS-92
B-1aと同型、チェコスロバキアが生産
再生産機（レプリカ）
アメリカのMe 262 Projectという会社が飛行可能なレプリカを製造しており、レプリカにはメッサーシュミット社（EADS社）の承認によりA-1c (単座型）と B-1c（複座型）という型式番号が割り当てられている。それぞれA-1aとB-1aの再生産機であるが、オリジナルのJumo004エンジンに代えてゼネラル・エレクトリック社のCJ610エンジン（J85エンジンの民間機向け版）が採用されており、また現代の航空法に合わせて安全装置の追加や脚の強化なども行われている。

## 橘花と火龍
Me262の資料と図面が、Me163の資料と共に、日独間の連絡潜水艦便（遣独潜水艦作戦）で日本に送られた（ただし実際には多くの資料が輸送中に失われた）。これを参考に中島飛行機が海軍向けに特殊攻撃機「橘花」を開発し、終戦直前の1945年8月7日に初飛行に成功した。しかし2度目の試験飛行で離陸前にオーバーランして故障し、修理中に終戦を迎えた。
なお中島飛行機は、同じくMe262を参考にして陸軍向けの戦闘襲撃機キ201「火龍」も計画していた。火龍は完成に至らず終戦を迎えている。
また、1944年9月頃には陸軍によって、Me262Aのエンジンを国産の軸流ターボジェットである中島・日立「TR230」（静止推力885 kg）または三菱「TR330」（静止推力1,300 kg）に変更した仮称「川崎ロケット機」を、川崎航空機で国産化することが計画された。1号機の完成は1945年12月を予定していたが、キ201に計画変更される形で中止された。

## スペック (Me 262A-1a)
- 乗員：1 名
- 全長：10.58 m
- 翼長：12.5 m
- 全高：3.83 m
- 翼面積：21.73 m2
- 自重：3,795 kg
- 空虚装備重量：4,413 kg
- 最大離陸重量：6,387 kg
- 動力：ユンカース Jumo 004B-1 ターボジェットエンジン ×2
- 推進力：8.83 kN × 2
- 最高速度：869 km/h（高度6,000 m）
- 航続距離：1,050 km
- 上昇限度：12,190 m以上（高度9,000 m）
- 上昇率：1,200 m/分
- 着陸速度：175 km/h
- 主翼前縁後退角：18°32'[5]
- 武装
  - 固定武装：30mmMK 108機関砲×4 装弾数360発
  - ロケット砲：55mm R4M ロケット弾×24

## 現存する機体
- 番号はWerk Number(WkNr.)。

| 型名          | 番号                | 機体写真 | 国名                        | 所有者                                                  | 公開状況 | 状態     | 備考                           |
| ------------- | ------------------- | -------- | --------------------------- | ------------------------------------------------------- | -------- | -------- | ------------------------------ |
| Me262A-1a     | 112372 VK893        |          | イギリス シュロップシャー州 | イギリス空軍博物館コスフォード館                        | 公開     | 静態展示 |                                |
| Me 262A-1a/R7 | 500071              |          | ドイツ バイエルン州         | ドイツ博物館 シュライスハイム航空館                     | 公開     | 静態展示 |                                |
| Me 262A-1a/U3 | 500453              | 写真     | アメリカ ワシントン州       | フライング・ヘリテージ・空中戦兵器博物館                | 公開     | 修復中   |                                |
| Me 262A-1a/R7 | 500491              |          | アメリカ ワシントンD.C.     | 国立航空宇宙博物館                                      | 公開     | 静態展示 |                                |
| Me 262A-1a    | 501232              |          | アメリカ オハイオ州         | 国立アメリカ空軍博物館                                  | 公開     | 静態展示 |                                |
| Me 262A-2a    | 500200              |          | オーストラリア 首都特別地域 | オーストラリア戦争記念館                                | 公開     | 静態展示 |                                |
| Me 262B-1a/U1 | 110305 A.M.50 VH519 |          | 南アフリカ共和国 ハウテン州 | 南アフリカ国立軍事歴史博物館                            | 公開     | 静態展示 |                                |
| Me 262B-1a    | 110639              |          | アメリカ フロリダ州         | 国立海軍航空博物館                                      | 公開     | 静態展示 |                                |
| Me 262B-1c    | 501241 N262AZ       |          | アメリカ マサチューセッツ州 | コリングス財団                                          | 公開     | 飛行可能 |                                |
| Me 262A-1c    | 501242              |          | アメリカ オレゴン州         | エヴァーグリーン航空宇宙博物館                          | 公開     | 静態展示 | 110999号機の塗装がされている。 |
| Me 262A/B-1c  | 501243 N262MF       |          | アメリカ ヴァージニア州     | 軍事航空博物館                                          | 公開     | 飛行可能 |                                |
| Me 262A-1c    | 501244 D-IMTT       |          | ドイツ バイエルン州         | メッサーシュミット航空博物館 (Flugmuseum Messerschmitt) | 公開     | 飛行可能 |                                |
| Me 262B-1c    | 501245              |          | ドイツ                      | 不明                                                    | 不明     | 飛行可能 |                                |

## 登場作品

### 映画
『レッド・テイルズ』
アフリカ系アメリカ人の航空部隊「タスキーギー・エアーメン」の物語。ドイツを空爆するため飛来した爆撃機を迎撃するが、P-51Dで護衛する主人公らにドッグファイトへ持ち込まれ撃墜される。
撮影にはCGが使われている。

### アニメ・漫画
『RAISE』
主人公が所属するB-17爆撃の機部隊を攻撃する。
『宇宙戦艦ヤマト2199』
Me262をモデルとした宇宙戦闘機「DWG262 ツヴァルケ」が登場する。
『犬狼伝説』
ケルベロス騒乱時、航空自衛隊が使用。
『ストライクウィッチーズ2』
Me262をモデルとした試作型ジェットストライカーユニット「Me262v1」が登場。第4話にてゲルトルート・バルクホルン大尉が乗機し、実戦で使用する。
『戦場まんがシリーズ』
同シリーズの複数作品に登場しており、なかでも「ベルリンの黒騎士」や「双発の騎士」では主人公の乗機となっている。
『戦場ロマン・シリーズ』
「電光の鷹」に登場。モスキートやタイフーン、P-51を圧倒するも、バードストライクで墜落する。
『独立戦車隊』
「Jungle Express」にて、有村大尉らがドイツから潜水艦を使って運んで来た物資として本機が登場する。攻撃を受けた際の潜水艦の故障で日本まで帰ることが不可能になり、ビルマに一時上陸するが、空襲を受け潜水艦が撃沈されたため、ビルマで組み立て、日本まで運ぶことを決める。
日本まで外山大尉が操縦し、有村大尉らが零式輸送機に分乗するという方式を取るが、道中、イギリス軍のデ・ハビランド モスキート 2機に零式輸送機が襲われたため、外山大尉は初操縦ながら交戦し、これを撃墜するという戦果を挙げる。

### 小説
1940年代としては先進的な兵器であったため、ナチス・ドイツが史実より優勢な架空戦記に多く登場し（横山信義『蒼海の尖兵』『鋼鉄の海嘯』など）、日本への派遣や国産化が実現する作品もある。佐藤大輔『レッドサン ブラッククロス』や副田護『大反攻 ジェット航空艦隊』などでは空母にも搭載される。

### ゲーム
『R.U.S.E.』
ドイツの戦闘機として登場。
『Aces High』
A-1a型が登場。プレイヤーが操縦可能。
『Gunship Sequel： WW2』
Me262-A1として登場。プレイヤーが操作可能。
『War Thunder』
A-1a・A-2a・C-1a・C-2b・A-1a/U4型が登場。プレイヤーが操縦可能。
『War Wings』
A-1a・V7が取得可能（Me262A-1aはドイツ軍の開発ラインから、Me262 V7は伝説級投下物資から取得）。
『World of Warplanes』
ドイツツリーのTierVIII-TierXに登場。Me262はA-1A型とA-2A型にそれぞれ変更可能。
HG1・HG2がTierIXに登場し、HG3もTierXに登場する。すべてのタイプは爆装可能だが、HG3以外R4Mを24発まで装備可能。
『蒼の英雄』
A-1aが登場。プレイヤーが操縦可能。
『ブレイジングエンジェルⅡ：シークレットミッションオブWWⅡ』
特定のミッションでの操縦が可能。
『アドバンスド大戦略 －ドイツ電撃作戦－』
ドイツの戦闘機(Me262A1)と戦闘爆撃機(Me262A2)として登場。

### 音楽
米のハードロックバンド、ブルー・オイスター・カルトの1974年のアルバム『Secret Treaties（邦題『オカルト宣言』）』に「ME 262」という曲があり、アルバムジャケットには本機が描かれている。